# L'Affrontement (film, 1971)
Pour les articles homonymes, voir L'Affrontement et Going Home.
Pour plus de détails, voir Fiche technique et Distribution.
L'Affrontement (Going Home) est un film américain réalisé par Herbert B. Leonard, sorti en 1971.

## Synopsis
La relation conflictuelle entre un fils tout juste sorti de l'adolescence et son père libéré de prison, incarcéré pour le meurtre de la mère du jeune garçon des années auparavant.

## Fiche technique
- Titre français : L'Affrontement
- Titre original : Going Home
- Réalisation : Herbert B. Leonard
- Scénario : Lawrence B. Marcus
- Musique : Bill Walker
- Photographie : Fred Jackman Jr.
- Montage : Sigmund Neufeld Jr.
- Production : Herbert B. Leonard
- Sociétés de production : Herbert B. Leonard Productions & Metro-Goldwyn-Mayer
- Sociétés de distribution : Metro-Goldwyn-Mayer
- Pays :  États-Unis
- Langue : Anglais
- Format : Couleur - Mono - 35 mm - 1.66:1
- Genre : Drame
- Durée : 93 min
- Dates de sortie :
  - New York : 1er décembre 1971
  - France : 27 juillet 1973

## Distribution
- Robert Mitchum (VF : Jean-Claude Michel) : Harry K. Graham
- Jan-Michael Vincent (VF : Dominique Collignon-Maurin) : Jimmy Graham
- Brenda Vaccaro (VF : Perrette Pradier) : Jenny Benson
- Josh Mostel (VF : Jacques Balutin) : Bonelli
- Lou Gilbert : M. Katz
- Jason Bernard : Jimmy à l'âge de 6 ans
- Sally Kirkland : Ann Graham
- Joseph Attles : Le vendeur de bibles

## Distinction

### Nomination
- Golden Globes :
  - Meilleur acteur dans un second rôle pour Jan-Michael Vincent